# Pleuroprucha molitaria
Pleuroprucha molitaria là một loài bướm đêm trong họ Geometridae.